# 青岛高新技术产业开发区
青岛高新技术产业开发区（简称“青岛高新区”）是位于中华人民共和国山东省青岛市的一个国家级高新技术产业开发区。

## 组成
- 青岛高新区胶州湾北部园区（城阳区）
- 青岛高科技工业园（崂山区）
- 青岛软件园（市南区）
- 青岛科技街（市北区）
- 青岛高新技术产业开发示范区（黄岛区）
- 蓝色硅谷核心区（即墨区）
- 青岛海洋高新区（黄岛区）

## 沿革
青岛高新区由中国国务院在1992年11月批准成立；2006年8月在胶州湾北部扩区，形成主园区；2007年11月，青岛高新区工委、管委调整设立，拥有市级经济管理权限。2012年5月31日，中共青岛市委、市人民政府建立红岛经济区管理体制，成立红岛经济区工委、管委，与高新区工委、管委一套机构、两套牌子，管辖高新区、青岛出口加工区、红岛街道和河套街道。2019年12月，青岛高新区进行去行政化体制改革，胶州湾北部园区被划分为3个社区并入红岛街道，同时红岛街道和河套街道交由城阳区管辖。

## 外部連結
- 青岛高新技术产业开发区管理委员会网站 （页面存档备份，存于）（简体中文）（繁體中文）（英文）（日語）

1. ↑  国务院. . 中国政府网. 1992-11-09  [2017-04-17]. （原始内容存档于2021-04-10）.